# حزب البنغال الغربي الاشتراكي

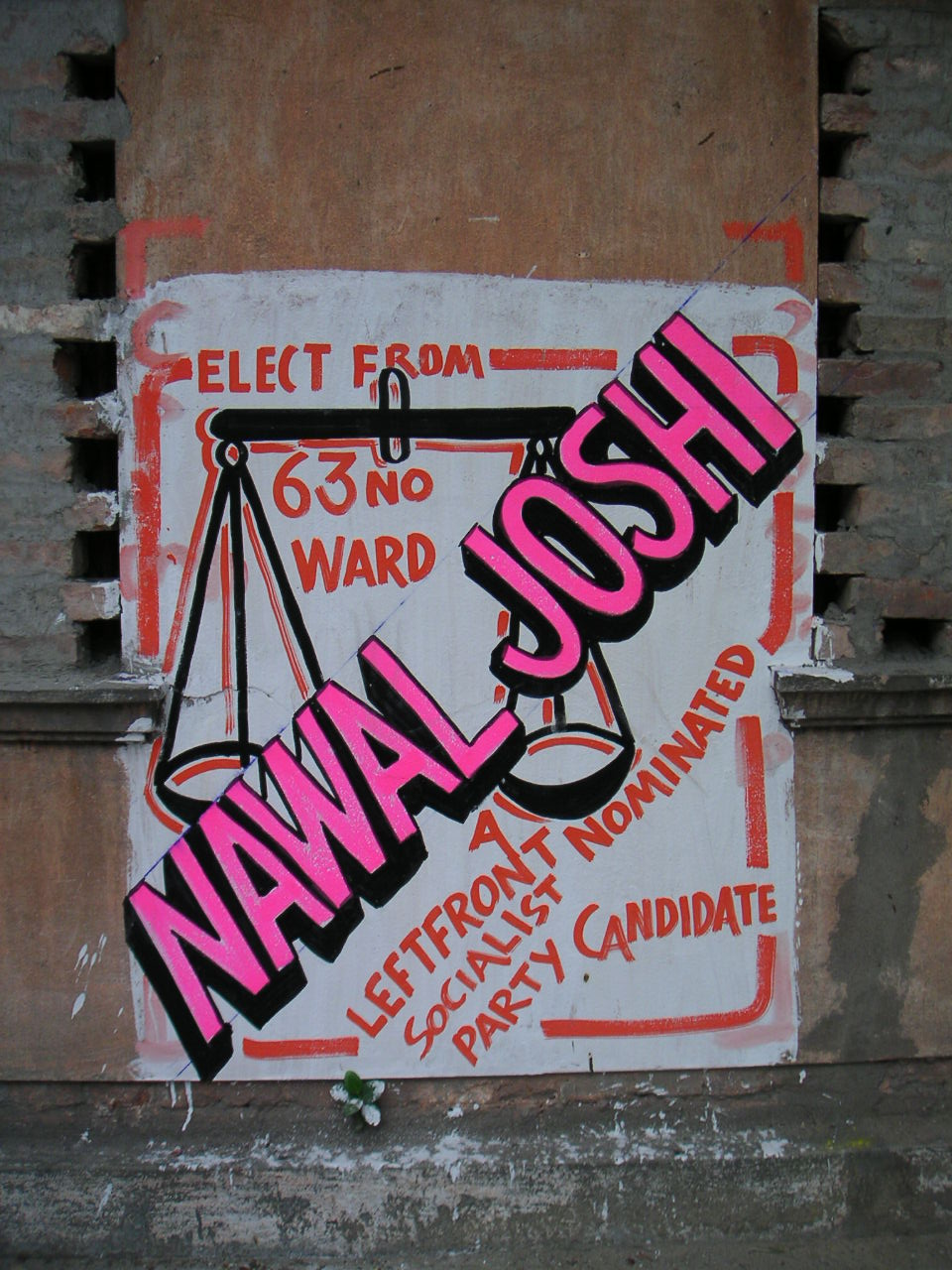

حزب اشتراكي البنغال الغربي هوحزب سياسي اشتراكي في الهند. قائد الحزب هو Kiranmoy Nanda.